# ساختمان ستاد کل (سنت پترزبورگ)

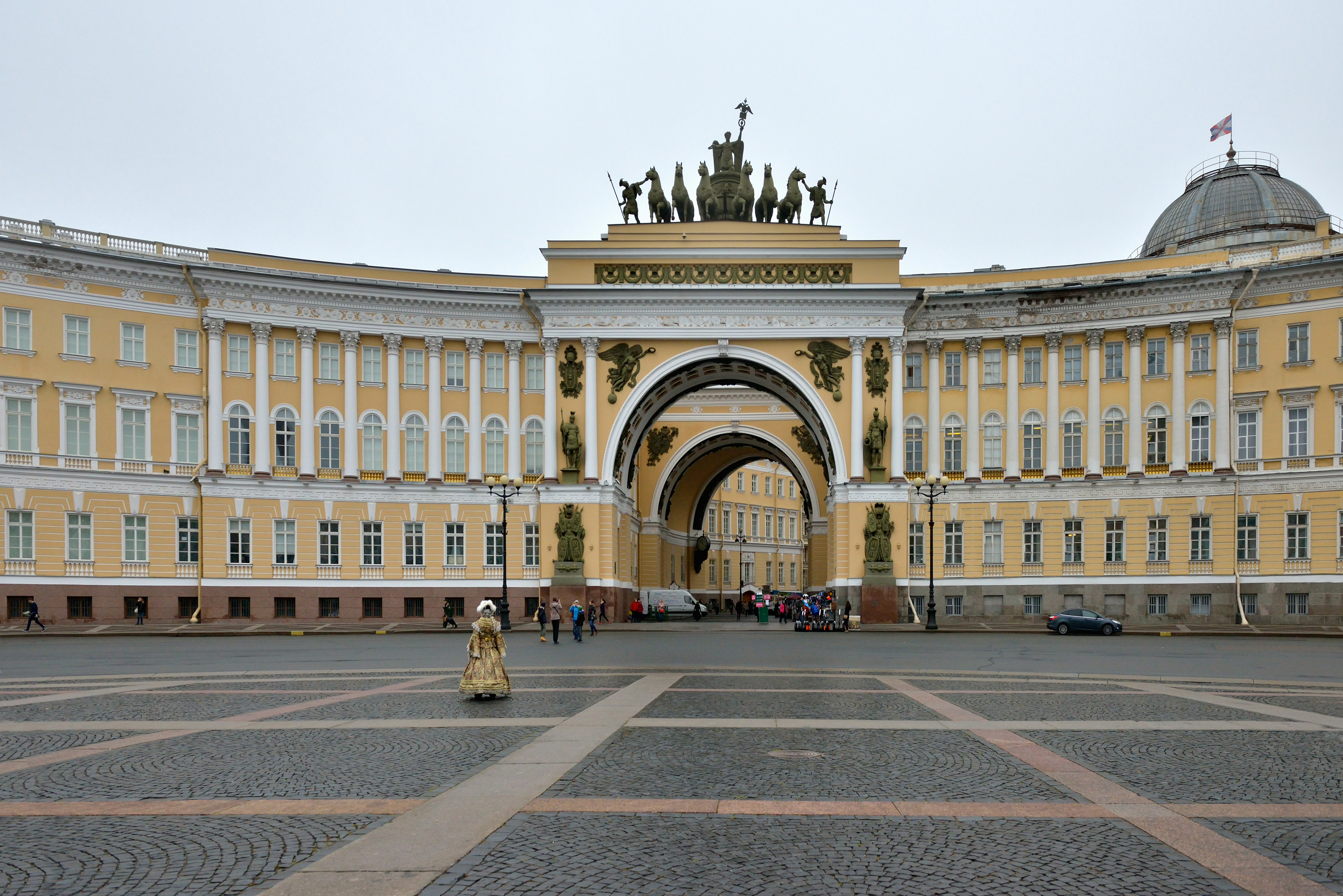
ساختمان ستاد کل

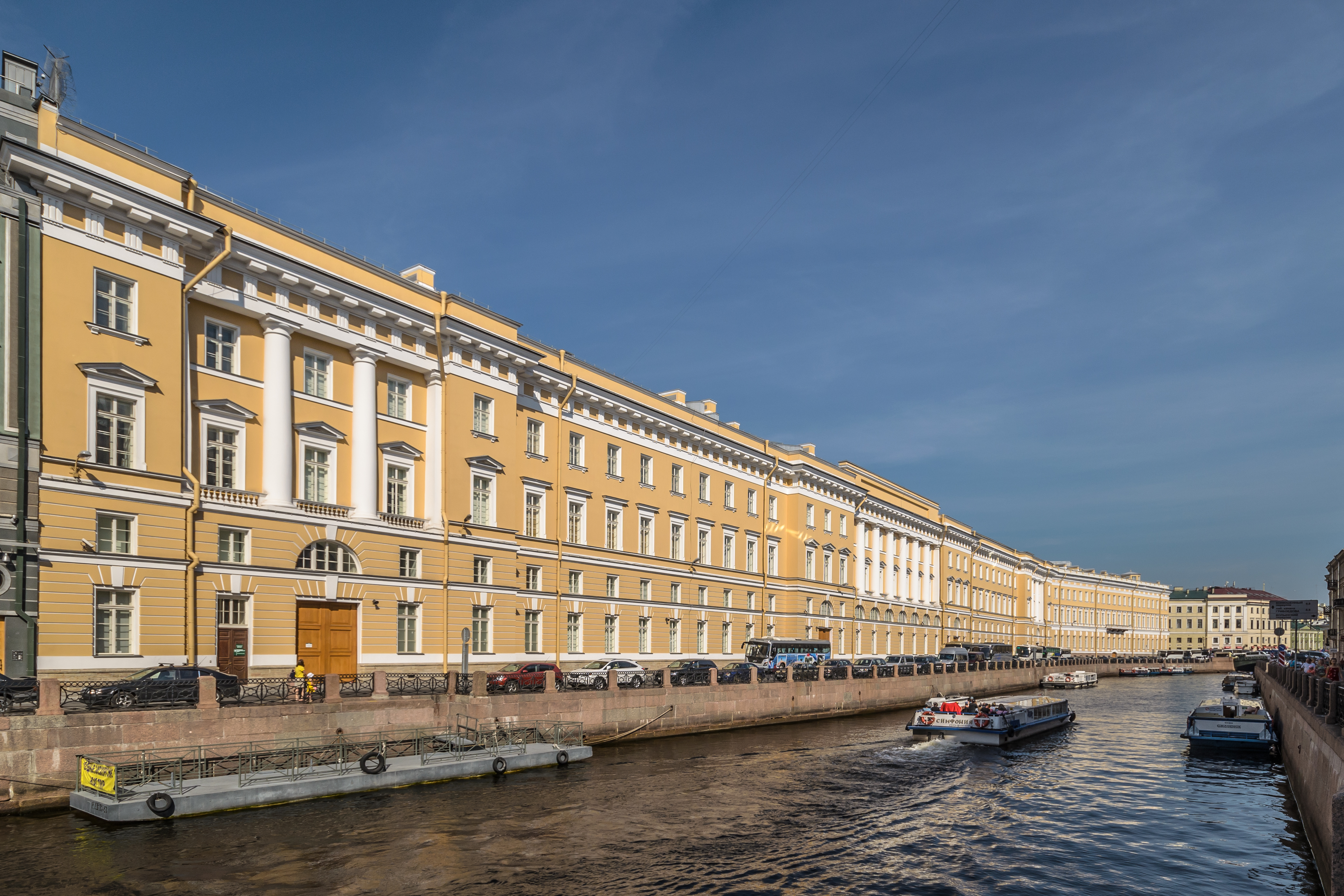
نمای شرقی

ساختمان ستاد کل (روسی: Здание Главного штаба) بنایی با نمای کمانی‌شکل به طول ۵۸۰ متر است که در میدان کاخ در سنت پترزبورگ روسیه روبروی کاخ زمستانی واقع شده‌است.
این ساختمان نئوکلاسیک بزرگ توسط کارلو روسی به سبک امپراتوری طراحی و در سال‌های ۱۸۱۹ تا ۱۸۲۹ ساخته شد. این بنا از دو بال تشکیل شده‌است که توسط یک طاق نصرت سه‌گوش از هم جدا شده‌اند. این طاق نصرت توسط مجسمه‌سازانی چون استپان پیمنوف و واسیلی دموت-مالینوفسکی مزین شده و یادبود پیروزی روسیه بر فرانسه ناپلئونی در جنگ میهنی ۱۸۱۲ است. این طاق، میدان کاخ را از طریق خیابان بولشایا مورسکایا به خیابان نوسکی پراسپکت متصل می‌کند.
تا زمان انتقال پایتخت به مسکو در سال ۱۹۱۸، این ساختمان به عنوان مقر ستاد کل نیروهای مسلح (بخش غربی)، وزارت امور خارجه و وزارت دارایی (بخش شرقی) مورد استفاده قرار می‌گرفت.
بال غربی اکنون میزبان ستاد منطقه نظامی لنینگراد است. بال شرقی در سال ۱۹۹۳ به موزه ارمیتاژ داده شد و درون آن به‌طور گسترده بازسازی شد.